# .gov

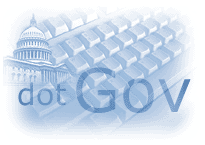
Logo

.gov is het generieke topleveldomein dat door de federale overheid van de Verenigde Staten wordt gebruikt. Het was een van de eerste topleveldomeinen, en werd in januari 1985 vastgesteld. Een .gov-domein kan alleen geregistreerd worden door Amerikaanse overheidsinstanties.